# Rhett Lawrence
Rhett Lawrence is een Amerikaanse singer-songwriter, muzikant (piano, gitaar, basgitaar, drums, synthesizer), componist, arrangeur en producent. Hij heeft de carrière van 5 van de 200 beste artiesten aller tijden geproduceerd, begeleid en geholpen bij het lanceren van meer dan 350.000.000 platen wereldwijd. Hij heeft gewerkt met 30 van de 500 beste artiesten aller tijden, die wereldwijd meer dan 2,2 miljard platen hebben verkocht. Veel van deze artiesten bevinden zich ook in de Rock and Roll Hall of Fame. Hij werd oorspronkelijk beroemd voor het produceren van de met een Grammy Award bekroonde Billboard #1 single Vision of Love voor Mariah Carey. Vision of Love was #1 tegelijkertijd in drie Billboard-hitlijsten: Billboard Hot 100 (voor 4 weken), Hot R&B/Hip-Hop Songs (voor 2 weken), Hot Adult Contemporary Tracks (voor 3 weken).
Hij produceerde en schreef mede de eerste single van Kelly Clarkson na haar overwinning in American Idol. De poprockhit Miss Independent was 6 weken lang #1 bij Top 40 Radio en ontving een Grammy Award-nominatie voor Best Female Pop Vocal Performance. Lawrence's tweede samenwerking met Clarkson leidde tot de creatie van het nieuwe volkslied Go voor de Ford Motor Company. Het nummer werd voor het eerst geïntroduceerd tijdens American Idol en werd geïnspireerd door Lawrence's liefde voor Fords jubileumheruitgave van de GT40 Lemans raceauto, de Ford GT. Go werd een jaar lang het themalied van Ford voor televisie- en radioreclame in Noord- en Zuid-Amerika en leidde ertoe dat Ford de tournee van Clarkson gedurende twee jaar sponsorde. Ford en Clarkson gaven bij elk concert een Ford Mustang of Ford Fusion weg aan een gelukkige toeschouwer.
Hij produceerde en schreef mede de Billboard #2 rap-single Request + Line voor The Black Eyed Peas met Macy Gray, waarmee ze in vele landen wereldwijd hun eerste top 40-hit kregen. Lawrence's geloof in will.i.ams talent en potentieel leidde tot een mentor-vriendschap, die vele jaren duurde en tot groot succes leidde. Hij produceerde en schreef samen met Melanie C. van The Spice Girls en Lisa 'Left Eye' Lopes van TLC de #1 Britse hitsingle Never Be The Same Again, die #35 was in 35 landen. Hij schreef de #1 single Angel of Mine, opgenomen door Monica en Eternal en schreef mee aan het #1 Britse nummer I Wanna Be the Only One voor Eternal met BeBe Winans.
Daarnaast heeft hij liedjes geproduceerd en geschreven voor en met onder meer Whitney Houston, Rock and Roll Hall of Fame ingewijdenen Earth Wind & Fire, Little Richard, Philip Bailey, Gladys Knight, Jon Anderson (Yes), Anderson Bruford Wakeman Howe, de popartiesten Enrique Iglesias, Selena, Paula Abdul met Ofra Haza, Hilary Duff, Jessica Simpson, 98 Degrees, Victoria Beckham, Emma Bunton (The Spice Girls), Carola Häggkvist (Eurovisie-winnaar uit Zweden), June Pointer van de legendarische pop/r&b groep The Pointer Sisters en de gospelgrootheden BeBe & CeCe Winans, Kirk Franklin, het Andrae en Sandra Crouch Choir en Crystal Lewis.

## Biografie

### Fundament als programmeur, arrangeur en studiomuzikant
Voordat hij producent werd, was Lawrence programmeur, arrangeur en studiomuzikant in Los Angeles en New York. Enkele van de artiesten waarmee hij in deze periode samenwerkte zijn: Rock and Roll Hall of Famers Michael Jackson (Bad and Dangerous albums), Van Halen, Crosby, Stills & Nash (& Young), Stevie Wonder, Gladys Knight, Anderson Bruford Wakeman Howe (Yes), Earth Wind and Fire, Neil Diamond, Chicago (Will You Still Love Me) en Quincy Jones (2 soloalbums, Jackson en Barbra Streisand), de rockartiesten Billy Preston, Boz Scaggs en Roger Hodgson (Supertramp), de popartiesten Richard Marx, Belinda Carlisle (Heaven is a Place On Earth), de easy listening artiesten Julio Iglesias en David Foster, de jazzartiesten Larry Carlton, George Benson en Earl Klugh, de funkartiesten The Gap Band en The Dazz Band en de gospelartiesten Phil Keaggy en Andrae Crouch. Hij programmeerde ook de kenmerkende drumloop (met Maurice Gibb & Scott Glasel) voor The Bee Gees in 1987 van de #1 hit You Win Again, die wereldwijd meer dan 3 miljoen exemplaren verkocht, terwijl hij aan meerdere projecten met hen en wijlen Arif Mardin werkte. Later begeleidde Mardin, als vriend, Lawrence terwijl hij zich voorbereidde om de zang van Kelly Clarkson op te nemen: het onderwijzen en onthullen van ongebruikelijke vocale opname- en menggeheimen, ontwikkeld door Mardin en wijlen Tom Dowd tijdens de vroege Aretha Franklin/Fame Studios/Muscle Shoals Sound Studio sessies.

### Uitrusting en studio
Naast het gebruik van synthesizers was Lawrence een pionier in het gebruik van computers en sampling op albums en was hij de eerste studiomuzikant in Los Angeles die de Fairlight CMI (computermuziekinstrument) bezat en gebruikte. Altijd enthousiast om nieuwe technologie te omarmen, was hij een vroege adviseur van Digidesign (later Avid Technology) en zou hij later de eerste producent zijn die een album mixte met Pro Tools, naast de legendarische mixer Dave Pensado. De opkomst van dit nieuwe digitale platform hielp een duurzaam creatief partnerschap tot stand te brengen, aangezien Lawrence en Pensado door de jaren heen zouden samenwerken, ideeën zouden uitwisselen en de beste vrienden zouden worden. Lawrence bezit en neemt ook op met een grote collectie vintage gitaren en opnameapparatuur, waaronder Jimi Hendrix' eerste Marshall-versterker die Hendrix door Kit Lambert, manager van The Who tijdens de jaren 1960, werd gegeven nadat de gitarist en oorspronkelijke eigenaar Pete Townshend was overgestapt naar versterker bedrijven.